# Ronde van Lombardije 1966
De Ronde van Lombardije 1966 was de 60e editie van deze eendaagse Italiaanse wielerwedstrijd, en werd verreden op zaterdag 22 oktober 1966. Het parcours leidde van Milaan naar Como en ging over een afstand van 266 kilometer. 
De Italiaan Felice Gimondi won de sprint van een groep van zes renners.
De eindzege in de Super Prestige Pernod ging voor de vierde maal naar de Fransman Jacques Anquetil.

## Uitslag
| Ronde van Lombardije 1966 |                    |                          |          |
| Plaats                    | Naam               | Ploeg                    | Tijd     |
| Winnaar                   | Felice Gimondi     | Salvarani                | 6u57'00" |
| 2                         | Eddy Merckx        | Peugeot-Michelin-BP      | z.t.     |
| 3                         | Raymond Poulidor   | Mercier-BP-Hutchinso     | z.t.     |
| 4                         | Jacques Anquetil   | Ford France-Hutchinson   | z.t.     |
| 5                         | Michele Dancelli   | Molteni                  | z.t.     |
| 6                         | Vittorio Adorni    | Salvarani                | z.t.     |
| 7                         | Italo Zilioli      | Sanson                   | + 3' 40" |
| 8                         | Giancarlo Polidori | Vittadello               | + 5' 50" |
| 9                         | Jan Janssen        | Pelforth-Sauvage-Lejeune | + 6' 41" |
| 10                        | Aldo Pifferi       | Vittadello               | z.t.     |

1905 · 1906 · 1907 · 1908 · 1909 · 1910 · 1911 · 1912 · 1913 · 1914 · 1915 · 1916 · 1917 · 1918 · 1919 · 1920 · 1921 · 1922 · 1923 · 1924 · 1925 · 1926 · 1927 · 1928 · 1929 · 1930 · 1931 · 1932 · 1933 · 1934 · 1935 · 1936 · 1937 · 1938 · 1939 · 1940 · 1941 · 1942 · 1943 · 1944 · 1945 · 1946 · 1947 · 1948 · 1949 · 1950 · 1951 · 1952 · 1953 · 1954 · 1955 · 1956 · 1957 · 1958 · 1959 · 1960 · 1961 · 1962 · 1963 · 1964 · 1965 · 1966 · 1967 · 1968 · 1969 · 1970 · 1971 · 1972 · 1973 · 1974 · 1975 · 1976 · 1977 · 1978 · 1979 · 1980 · 1981 · 1982 · 1983 · 1984 · 1985 · 1986 · 1987 · 1988 · 1989 · 1990 · 1991 · 1992 · 1993 · 1994 · 1995 · 1996 · 1997 · 1998 · 1999 · 2000 · 2001 · 2002 · 2003 · 2004 · 2005 · 2006 · 2007 · 2008 · 2009 · 2010 · 2011 · 2012 · 2013 · 2014 · 2015 · 2016 · 2017 · 2018 · 2019 · 2020 · 2021 · 2022 · 2023 · 2024 · 2025